# Vought XSO2U
O Vought XSO2U foi um hidroavião norte-americano desenvolvido pela Vought/Sikorsky para a Marinha dos Estados Unidos no final da década de 1930. Sua intenção era substituir o Curtiss SOC Seagull em serviço como observador abordo de cruzadores, provando ser superior ao Curtiss SO3C nos testes realizados, mas falhou em vencer um contrato de produção devido a falta de capacidade de fabricação da Vought.

## Projeto e desenvolvimento
No final da década de 1930 a Marinha dos Estados Unidos emitiu algumas especificações para uma nova aeronave de observação para operar a partir de seus cruzadores na tarefa de reconhecimento de artilharia. Para substituir o biplano Curtiss SOC, os requisitos eram: a aeronave deveria ter asas dobráveis, um maior alcance e velocidade em relação ao SOC, e deveria utilizar o motor em linha Ranger V-770.
Os projetos foram enviados em resposta às especificações da Marinha pela Vought/Sikorsky e Curtiss-Wright. O projeto da Vought, designado Model 403 pela empresa, era similar ao OS2U Kingfisher, que estava em desenvolvimento para substituir o SOC a bordo dos couraçados, mas tinha sua asa mais alta na fuselagem em relação ao Kingfisher, e era diferente no método de ligação usado por seu treim de pouso de flutuação única. Além disso, o motor radial do OS2U foi substituído pelo motor em linha Ranger V-770 em uma estrutura quadrada.
Capaz de operar com os flutuadores ou com trem de pouso convencional, o XS02U era construído inteiramente de metal, com exceção de suas superfícies de controle que eram enteladas. A asa era dobrável para trás, similar ao torpedeiro Grumman TBF Avenger.
A aeronave era capaz de servir como bombardeiro de mergulho e podia ser equipado com uma bomba ou uma carga de profundidade em um pilone sob cada lado da asa para a missão ou para guerra antissubmarino. O armamento consistia de duas metralhadoras M2 Browning, uma montada em uma posição fixa que atirava para frente através da hélice utilizando um mecanismo sincronizador, enquanto a outra era na posição do observador para defesa na parte traseira.

## Histórico operacional
Com o número de série 1440, o XSO2U-1 voou pela primeira vez, como avião terrestre, em Julho de 1939; seu primeiro voo como hidroavião foi em Dezembro do mesmo ano. Os testes de voo do SO2U mostraram que faltava à aeronave estabilidade direcional; a adição de uma grande aleta ventral, conectando a parte traseira do flutuador a cauda, ajudou a resolver o problema.
A aeronave também tinha problemas no motor, mas estes não eram tão facilmente resolvidos; o motor Ranger era bem conhecido por sua falta de fiabilidade e era particularmente propenso a problemas de sobreaquecimento que nunca eram satisfatóriamente solucionados. Durante a fase de testes, o motor original da aeronave (XV-770-4) foi substituído por um XV-770-6, com um resfriador de óleo reposicionado; apesar disso, os problemas continuaram.
Apesar dos problemas de motor, o SO2U-1 era considerado superior a seu concorrente, o Curtiss XSO3C-1; entretanto, a capacidade de produção da Vought já havia sido tomada para a fabricação do OS2U Kingfisher e do caça F4U Corsair. Como resultado, o XSO3C foi declarado vencedor do contrato e então produzido. Com o nome Seagull pela Marinha dos Estados Unidos e Seamew pela Marinha Real Britânica, o SO3C apresentou uma reputação desastrosa em serviço, sendo aposentado antes do biplano SOC que ele deveria substituir.
Após o fim da competição, o XSO2U-1 foi usado como aeronave utilitária pela Marinha dos Estados Unidos, antes de ser entregue à Ranger Engine Corporation em Julho de 1942 para uso em testes do motor V-770. Estes testes deveriam auxiliar a tirar as falhas do motor para ser utilizado no caça leve Bell XP-77 e no hidroavião Edo XOSE, mas o V-770 permaneceu problemático, e após dois anos de testes, o XSO2U retornou à Marinha. Não tendo mais uso para a aeronave, o XSO2U-1 foi aposentado em 6 de Julho de 1944, sendo depois destruído.

## Operadores
Estados Unidos
- Marinha dos Estados Unidos